# Panogena meridionalis
Panogena meridionalis är en fjärilsart som beskrevs av Denso. 1944. Panogena meridionalis ingår i släktet Panogena och familjen svärmare. Inga underarter finns listade i Catalogue of Life.